# Tratado de Greenwich (1596)
El tratado de Greenwich de mayo de 1596 fue una alianza militar establecida entre Inglaterra y Francia para hacer frente a España durante la guerra de Flandes. En octubre del mismo año, las Provincias Unidas de los Países Bajos se adhirieron a la alianza con la firma del tratado de La Haya.

## Acuerdos

### Tratado de Greenwich
El 14 de mayo de 1596 los enviados de Enrique IV de Francia e Isabel I de Inglaterra firmaron el tratado en el castillo de Greenwich, en las siguientes condiciones: 
- Inglaterra y Francia formarían una confederación ofensiva y defensiva contra España, a la que estarían invitados a sumarse cualquier otra potencia interesada.
- Ninguno de los firmantes pactaría paces ni treguas con España sin el consentimiento de los demás.
- Inglaterra enviaría 4.000 soldados de infantería para luchar durante 6 meses contra los tercios españoles en Picardía y Normandía, sin alejarse más de 50 millas de Boulogne-sur-Mer.  Estas fuerzas estarían bajo mando de Francia, que también debería hacerse cargo de su manutención.
- Francia podría levar otros 3 o 4.000 hombres en Inglaterra, a su costa.
- En caso de que Inglaterra fuese invadida por España, Francia enviaría en su apoyo 4.000 soldados de infantería, que no se alejarían más de 50 millas del punto de desembarco.
- Cada una de las partes firmantes se comprometía a defender a los buques mercantes de la otra parte.
- El rey de Francia se comprometía a no permitir ofensas a los ciudadanos ingleses por parte de la Inquisición española.

### Tratado de La Haya
El 31 de octubre del mismo año, en un nuevo tratado celebrado en La Haya, los delegados de los Estados Generales de los Países Bajos se adhirieron a la confederación, en los términos siguientes:
- Las Provincias Unidas entregarían a lo largo de 1597 450.000 libras al rey de Francia en contribución por el mantenimiento del ejército que este mantuviera en lucha contra España.
- El rey de Francia socorrería a las Provincias con 4.000 soldados de infantería y 1.000 de caballería.
- Las Provincias aseguraban la navegación, el tráfico y el comercio franceses por sus territorios.